# 김태우 (양산시의원)
김태우(金泰佑, 1970년 1월 11일 ~ )은 대한민국의 제7·8대 경상남도 양산시의원이었다. 출신은 경상남도 양산시이다.

## 학력
- 영산대학교 경찰행정학 석사

## 경력
- 신도시 축구연합회장
- 중앙중학교 운영위원장
- 양산시 재향군인회 자문위원
- 민주평화통일자문회의 위원
- 중앙위원회체육분과 부위원장
- 경남도당 청년정책특보
- 2018.07 ~ 2022.06 제7대 경상남도 양산시의회 의원
- 2018.07 ~ 2020.07 제7대 경상남도 양산시의회 전반기 도시건설위원회 위원
- 2018.07 ~ 2020.07 제7대 경상남도 양산시의회 전반기 예산결산특별위원회 위원
- 2020.07 ~ 2022.06 제7대 경상남도 양산시의회 후반기 의회운영위원회	위원
- 2020.07 ~ 2022.06 제7대 경상남도 양산시의회 후반기 도시건설위원회 위원
- 2022.07 ~ 2024.03 제8대 경상남도 양산시의회 의원
- 2022.07 ~ 2024.03 제8대 경상남도 양산시의회 전반기 도시건설위원회 위원장
- 2024.01.16 국민의힘 탈당

## 성추행 사건
- 2024년 3월 25일 여직원 성추행 논란 양산시 김태우 양산시의원 전격 사퇴

## 역대 선거 결과
|  | 17.21% |

|  | 24.71% |